# Trevor Zegras
Trevor Zegras, né le 20 mars 2001 à Bedford dans l'État de New York, est un joueur professionnel américain de hockey sur glace. Il évolue au poste de centre.

## Biographie

### Carrière en club
Il est choisi au premier tour, en neuvième position par les Ducks d'Anaheim lors du repêchage d'entrée dans la LNH 2019. En 2021, il passe professionnel avec les Gulls de San Diego, club ferme des Ducks dans la LAH.
Le 22 février 2021, il joue son premier match dans la Ligue nationale de hockey avec les Ducks face aux Coyotes de l'Arizona. Le 3 mars 2021, il sert son premier point, une assistance sur un but de Rickard Rakell, face aux Blues de Saint-Louis. Il marque son premier but le 18 mars 2021 face aux Coyotes de l'Arizona.
Le 2 octobre 2023, Zegras s'entend avec les Ducks sur un contrat d'une durée de 3 ans, à un salaire annuel de 5,75 millions $.
Le 23 juin 2025, il est échangé aux Flyers de Philadelphie contre Ryan Poehling.

### Carrière internationale
Il représente les États-Unis en sélections jeunes. Il fâche plusieurs canadiens avec ses commentaires lors de la finale du championnat junior en 2021.

## Statistiques

### En club
| Saison    | Équipe             | Ligue |    | Saison régulière | Saison régulière | Saison régulière | Saison régulière | Saison régulière |   | Séries éliminatoires | Séries éliminatoires | Séries éliminatoires | Séries éliminatoires | Séries éliminatoires |
| Saison    | Équipe             | Ligue | PJ | B                | A                | Pts              | Pun              | PJ               | B | A                    | Pts                  | Pun                  |                      |                      |
| 2017-2018 | USNTDP             | USHL  | 31 | 11               | 21               | 32               | 32               | 8                | 1 | 5                    | 6                    | 2                    |                      |                      |
| 2018-2019 | USNTDP             | USHL  | 27 | 14               | 26               | 40               | 34               | -                | - | -                    | -                    | -                    |                      |                      |
| 2019-2020 | Terriers de Boston | NCAA  | 33 | 11               | 25               | 36               | 43               | -                | - | -                    | -                    | -                    |                      |                      |
| 2020-2021 | Gulls de San Diego | LAH   | 17 | 10               | 11               | 21               | 12               | 3                | 1 | 2                    | 3                    | 0                    |                      |                      |
| 2020-2021 | Ducks d'Anaheim    | LNH   | 24 | 3                | 10               | 13               | 12               | -                | - | -                    | -                    | -                    |                      |                      |
| 2021-2022 | Ducks d'Anaheim    | LNH   | 75 | 23               | 38               | 61               | 50               | -                | - | -                    | -                    | -                    |                      |                      |
| 2022-2023 | Ducks d'Anaheim    | LNH   | 81 | 23               | 42               | 65               | 88               | -                | - | -                    | -                    | -                    |                      |                      |
| 2023-2024 | Ducks d'Anaheim    | LNH   | 31 | 6                | 9                | 15               | 30               | -                | - | -                    | -                    | -                    |                      |                      |

### En équipe nationale
| Année | Compétition                          |   | PJ | B  | A  | Pts | Pun                |  | Résultat |
| 2017  | Défi mondial des moins de 17 ans     | 6 | 2  | 4  | 6  | 4   | Médaille d'or      |  |          |
| 2019  | Championnat du monde moins de 18 ans | 5 | 0  | 9  | 9  | 2   | Médaille de bronze |  |          |
| 2020  | Championnat du monde junior          | 5 | 0  | 9  | 9  | 4   | 6e place           |  |          |
| 2021  | Championnat du monde junior          | 7 | 7  | 11 | 18 | 0   | Médaille d'or      |  |          |
| 2024  | Championnat du monde                 | 8 | 1  | 1  | 2  | 4   | 5e place           |  |          |

## Trophées et honneurs personnels
- 2021 : Meilleur marqueur (18 points) et MVP lors du Championnat du monde junior 2021

### Ligue nationale de hockey
- 2021-2022 :
  - sélectionné dans l'équipe d'étoiles des recrues
  - nommé recrue du mois de décembre (2021)
  - est finaliste du trophée Calder remis à la meilleure recrue de la saison[6]